# Detroit Eagles 1939-1940
La stagione 1939-40 dei Detroit Eagles fu la 3ª nella NBL per la franchigia.
I Detroit Eagles arrivarono secondi nella Eastern Division con un record di 17-11. Nei play-off persero la finale di division con gli Akron Firestone Non-Skids (2-1).

## Roster
| N° | Naz.                   | Ruolo | Sportivo        | Anno | Alt. | Peso |
| -- | ---------------------- | ----- | --------------- | ---- | ---- | ---- |
|    | Stati Uniti (bandiera) | GA    | Nat Frankel     | 1913 | 183  | 88   |
|    | Stati Uniti (bandiera) | C     | Slim Wintermute | 1917 | 201  | 91   |
|    | Stati Uniti (bandiera) | A     | Irv Torgoff     | 1917 | 185  | 87   |
|    | Stati Uniti (bandiera) | G     | Buddy Jeannette | 1917 | 180  | 79   |
|    | Stati Uniti (bandiera) | G     | Bernie Opper    | 1915 | 183  | 84   |
|    | Stati Uniti (bandiera) | AC    | Bill Holland    | 1914 | 196  | 95   |
|    | Stati Uniti (bandiera) | A     | Laddie Gale     | 1917 | 193  | 86   |
|    | Stati Uniti (bandiera) | AC    | Walt Stanky     | 1911 | 191  | 91   |
|    | Stati Uniti (bandiera) | G     | Art Hyatt       | 1912 | 188  | 86   |
|    | Stati Uniti (bandiera) | G     | Bud Moodler     | 1912 | 191  | 98   |
|    | Stati Uniti (bandiera) | GA    | Eddie Parry     | 1918 | 185  | 79   |
|    | Stati Uniti (bandiera) | G     | Lou Jagnow      | 1910 | 185  | 82   |

## Staff tecnico
- Allenatore: Gerry Archibald